# Discriminare pe criterii de dizabilitate
Discriminarea pe criterii de dizabilitate (în engleză ableism) reprezintă discriminarea contra persoanelor cu dizabilități sau care sunt percepute a avea dizabilități. Astfel, persoanele cu dizabilități sunt considerate ca fiind definite de dizabilitățile lor și inferioare persoanelor fără dizabilități . Există anumite stereotipuri, de obicei incorecte, asociate cu statutul de a avea dizabilități în general sau cu anumite dizabilități. Aceste stereotipuri, la rândul lor, pot fi folosite ca justificare pentru practici sau atitudini discriminatorii.